# Lavoro temporaneo
Il lavoro temporaneo è un tipo di rapporto di lavoro in cui il contratto, definito "a tempo determinato", prevede che il rapporto abbia un termine finale ed una durata prestabilita.
I lavoratori temporanei sono talvolta chiamati "contrattuali", "stagionali", "ad interim", "personale avventizio". 

## Descrizione
I lavoratori temporanei possono lavorare full-time o part-time, a seconda del caso. In alcuni casi, i lavoratori temporanei ricevono alcuni benefici (come l'assicurazione sanitaria) di solito riservati solo ai dipendenti a tempo indeterminato. Ai dipendenti temporanei tramite uffici di collocamento specializzati definiti agenzie di lavoro temporaneo. Le aziende che hanno bisogno di lavoratori a breve termine vengono contattate dall'agenzia che propone i candidati. A seconda dei paesi in cui vige questo tipo di lavoro, il contratto può assumere diverse connotazioni e il datore di lavoro può fare capo all'azienda o alla stessa agenzia di lavoro. Una fornitura di lavoro temporaneo può essere distinta da una società di collocamento, che cerca di inserire in azienda dipendenti a tempo indeterminato, ma c'è spesso una grande sovrapposizione: un dipendente può iniziare con un periodo di prova e poi terminare il periodo di lavoro temporaneo con la stipula di un nuovo contratto a tempo indeterminato.
Vi è unanime consenso sul fatto che il lavoro temporaneo si discosti dalla tradizionale formula del contratto di subordinazione a tempo indeterminato (Standard Employment Relationship - SER) in alcune dimensioni: 
1. la SER è caratterizzata dalla permanenza e dalla continuità dell'impiego. La nozione di continuità è invece assente nei contratti temporanei, la cui durata è limitata nel tempo ed è fissata una data di fine rapporto;
2. nell'ambito della SER, i lavoratori operano in azienda, alle dirette dipendenze del datore di lavoro e sotto il suo controllo. Al contrario, vi sono accordi di lavoro temporaneo che sono mediati, come nel caso dei lavoratori delle Agenzie per il Lavoro;
3. nella maggior parte dei paesi, la SER è associata con ampie prestazioni e diritti previsti dalla legge come il minimo salariale, indennità di disoccupazione, la tutela contro il licenziamento ingiusto, le ferie, i permessi ed i congedi retribuiti; il lavoro temporaneo invece non offre tutte queste garanzie.
4. negli USA il lavoro autonomo (self employment)con carattere contingente, come nel caso del libero professionismo (independent contracting), è considerato lavoro temporaneo[3], mentre in Australia e nell'Unione europea il lavoro autonomo è regolato dalla legge in modo distinto.

Nel 1996, Eurostat ha suggerito che si può parlare di lavoro temporaneo quando è noto alle parti che vi è un termine oggettivo del rapporto di lavoro (una data, il completamento di un compito o il ritorno di un altro dipendente temporaneamente sostituito). Nello stesso anno, l'OCSE ha raccolto le definizioni di lavoro temporaneo utilizzate nelle indagini sulle forze lavoro dei principali paesi europei, Australia, Canada e USA, arrivando negli anni a sintetizzarle in una definizione generale di “lavoro dipendente di durata limitata”. Essa si dimostra utile ad orientare il confronto internazionale sulla grande eterogeneità della forza lavoro temporanea, in merito al livello delle tutele contrattuali, il tipo di assunzione e la stabilità di impiego.

## Nel mondo

### Francia
In Francia l'impiego di lavoratori temporanei prevede la stipula di un contratto di lavoro diverso dal contratto a tempo determinato (contrat à durée déterminée, CDD). Legalizzato dalla legge 72-1 del 3 gennaio 1972, il lavoro temporaneo (intérim) è inizialmente stato progettato per garantire la sostituzione eccezionale dei dipendenti di una società. Durante gli ultimi tre decenni del XX secolo, i livelli di assunzione di lavoratori temporanei nelle risorse umane delle aziende sono cresciuti costantemente fino a diventare all'inizio di XXI secolo uno dei metodi principali per il collocamento dei lavoratori. Le agenzie specializzate nella somministrazione di lavoro temporaneo prendono il nome di société de travail temporaire (società di lavoro temporaneo) e sono spesso filiali locali di aziende internazionali che hanno uffici in tutte le principali città del paese.

### Italia
In Italia il lavoro temporaneo fu istituito nel 1997 dal cosiddetto pacchetto Treu e prese il nome di "lavoro interinale". Questa forma di lavoro venne poi abrogata e sostituita dalla nuova figura della somministrazione di lavoro, introdotta dalla legge Biagi.
La legge 24 giugno 1997, n. 196 delegò il governo a procedere alla riforma dei servizi per l'impiego (SPI), il lavoro interinale (precedentemente vietato), le prime figure professionali parasubordinati  come il contratto di lavoro occasionale il contratto di collaborazione coordinata e continuativa (“co.co.co.”) ed innovazioni al contratto a tempo determinato.
Il d.lgs. 23 dicembre 1997, n. 497, emanato in attuazione della legge 15 marzo 1997, n. 59 abolì il principio del monopolio pubblico sui servizi di collocamento, decentralizzando i precedenti servizi per l'impiego nazionali alle regioni e alle province e riconoscendo le agenzie di lavoro temporaneo private come le imprese legittime.
La legge Biagi e il d.lgs 10 settembre 2003, n. 276 concluse il superamento del sistema del collocamento pubblico istituendo la "Borsa continua nazionale del lavoro", con l'obiettivo era di raggiungere lo standard richiesto dall'UE, dando vita ad una rete di servizi sul territorio che integrasse le funzioni tradizionali di collocamento con nuove politiche a favore degli individui e delle imprese, articolandone l'attività su servizi di informazione, orientamento professionale e formativo, assistenza personalizzata oltre che all'incontro tra domanda e offerta di lavoro. Vennero così disciplinate le Agenzie per il Lavoro, in luogo delle agenzie interinali, quali soggetti che possono operare la somministrazione di lavoro nelle diverse modalità contrattuali previste dalla normativa. Vennero introdotti contratti come il lavoro ripartito e il lavoro intermittente (a chiamata), lo staff leasing e riformati il contratto di apprendistato ed i contratti di lavoro parasubordinato (occasionale e “co.co.co.” che divenne contratto di collaborazione a progetto “co.pro.”).

### Stati Uniti
Il settore della ricerca del personale negli Stati Uniti d'America ha avuto avvio dopo la seconda guerra mondiale, con la nascita di piccole agenzie nelle aree urbane che impiegavano casalinghe per lavori part-time. Nel corso degli anni i vantaggi della forma di lavoro temporaneo, in cui i lavoratori lasciano l'occupazione dopo un certo periodo di tempo e in cui il contratto e l'assunzione prevedono pratiche burocratiche e requisiti normativi molto meno onerosi, hanno determinato una graduale ma sostanziale diffusione dei lavoratori temporanei, con oltre 3,5 milioni di lavoratori temporanei impiegati negli Stati Uniti nel 2000.